# Duván Vergara
Duvan Andrés Vergara Hernández (Montería,  Córdoba, Colombia; 9 de septiembre de 1996) es un futbolista colombiano. Juega de extremo derecho y su club actual es el Racing Club de la Primera División de Argentina.

## Trayectoria

### Envigado Fútbol Club
Debutó el 18 de febrero del 2015  con el Envigado. Se estuvo cuatro años con el club en dónde disputó 109 partidos y anotó 14 goles para así llamar la atención de clubes del exterior y de Colombia.

### Rosario Central
Finalmente fue fichado a préstamo hasta el 30 de junio del 2019 con opción de compra, el fichaje se realizó a finales de enero del 2019 por el club Rosario Central y para la disputa de los torneos previstos del año. Con este club disputó 8 partidos y anotó 2 goles, al término de su cesión, el club argentino no hace efectiva la opción de compra, regresando así al club dueño de su pase.

### América de Cali
Llegando de su primera experiencia internacional, rescinde su contrato con el club Envigado, quedando como agente libre, posteriormente es fichado en el mes de julio del 2019, antes del cierre del mercado de fichajes por el club América de Cali. En los dos años que estuvo con el club vallecaucano disputó 70 partidos y anotó 19 goles, logrando el bicampeonato de liga, el primero en el Torneo Finalización 2019, derrotando en la final al Junior de Barranquilla y el segundo en el Campeonato 2020, derrotando en la final al Santa Fe.
Disputó pocos partidos a inicios del torneo apertura del 2021 con el nuevo director técnico Juan Cruz Real que había llegado en reemplazo de Alexandre Guimaraes.

### Monterrey
El 29 de junio de 2021 se confirmó como nuevo refuerzo del CF Monterrey. El club mexicano pagó cerca de 2 millones de dólares al América de Cali por el 70% del pase del atacante. Siendo esta su segunda experiencia internacional. El 1 de agosto en su segundo juego marcó doblete en la victoria del Monterrey 2-0 sobre Pumas de la UNAM.
El 28 de octubre del 2021 logró  quedar campeón del torneo Liga de Campeones de la Concacaf 2021.

### Santos Laguna
Después de una larga lesión, fue cedido al Santos Laguna, para la temporada 2023 - 2024. “La verdad es que primero le doy las gracias a Dios por esta nueva oportunidad que me da. Me siento muy contento, con una felicidad inmensa por estar en un Club lindo y grande como Santos. Darle las gracias a los Directivos y al Cuerpo Técnico. Ahora a tratar de hacerlo bien y demostrar todo”.

### América de Cali
El 8 de julio de 2024, fue confirmado como nuevo jugador del America de Cali, firmando un contrato por los próximos tres años a partir de la temporada 2024-II, luego de quedar como jugador libre tras tres años en el fútbol mexicano, donde jugó en el Monterrey y Club Santos Laguna.
Racing Club
El miércoles 25 de junio de 2025, Duván Vergara fue confirmado como nuevo jugador del Racing Club, Firmando un contrato valido hasta Diciembre del 2028, Racing lo compro cercano a los 2,5 millones de dólares, adquiriendo todo su pase, La cuenta de racing oficializo estas palabras por la llegada: “Bienvenido al lugar más lindo del mundo”.

## Estadísticas
Información actualizada hasta el último partido. El 19 de agosto de 2025
| Equipo                       | Div           | Temporada     | Liga  | Liga  | Liga   | Copa Nacional | Copa Nacional | Copa Nacional | Copa Internacional | Copa Internacional | Copa Internacional | Total | Total | Total  |
| Equipo                       | Div           | Temporada     | Part. | Goles | Asist. | Part.         | Goles         | Asist.        | Part.              | Goles              | Asist.             | Part. | Goles | Asist. |
| ---------------------------- | ------------- | ------------- | ----- | ----- | ------ | ------------- | ------------- | ------------- | ------------------ | ------------------ | ------------------ | ----- | ----- | ------ |
| Envigado F. C. · Colombia    | 1ª            | 2015          | 12    | 0     | 0      | 2             | 0             | 0             | 0                  | 0                  | 0                  | 14    | 0     | 0      |
| Envigado F. C. · Colombia    | 1ª            | 2016          | 30    | 6     | 0      | 2             | 0             | 0             | 0                  | 0                  | 0                  | 32    | 6     | 0      |
| Envigado F. C. · Colombia    | 1ª            | 2017          | 25    | 1     | 1      | 2             | 0             | 0             | 0                  | 0                  | 0                  | 27    | 1     | 1      |
| Envigado F. C. · Colombia    | 1ª            | 2018          | 33    | 6     | 0      | 3             | 1             | 0             | 0                  | 0                  | 0                  | 36    | 7     | 0      |
| Envigado F. C. · Colombia    | Total         | Total         | 100   | 13    | 1      | 9             | 1             | 0             | 0                  | 0                  | 0                  | 109   | 14    | 1      |
| Rosario Central Argentina    | 1ª            | 2019          | 5     | 0     | 0      | 1             | 0             | 0             | 2                  | 1                  | 0                  | 8     | 1     | 0      |
| Rosario Central Argentina    | Total         | Total         | 5     | 0     | 0      | 1             | 0             | 0             | 2                  | 1                  | 0                  | 8     | 1     | 0      |
| América de Cali · Colombia · | 1ª            | 2019          | 22    | 5     | 3      | 2             | 1             | 0             | 0                  | 0                  | 0                  | 24    | 6     | 3      |
| América de Cali · Colombia · | 1ª            | 2020          | 21    | 6     | 2      | 3             | 1             | 0             | 5                  | 3                  | 1                  | 29    | 10    | 3      |
| América de Cali · Colombia · | 1ª            | 2021          | 12    | 3     | 0      | 0             | 0             | 0             | 5                  | 0                  | 0                  | 17    | 3     | 0      |
| América de Cali · Colombia · | 1ª            | 2024          | 22    | 8     | 1      | 6             | 3             | 0             | 0                  | 0                  | 0                  | 28    | 11    | 1      |
| América de Cali · Colombia · | 1ª            | 2025          | 22    | 7     | 2      | 0             | 0             | 0             | 6                  | 2                  | 1                  | 28    | 9     | 3      |
| América de Cali · Colombia · | Total         | Total         | 99    | 29    | 8      | 11            | 5             | 0             | 16                 | 5                  | 2                  | 126   | 39    | 10     |
| Monterrey · México ·         | 1ª            | 2021-22       | 22    | 5     | 1      | 0             | 0             | 0             | 2                  | 1                  | 0                  | 24    | 6     | 1      |
| Monterrey · México ·         | 1ª            | 2022-23       | 13    | 1     | 0      | 0             | 0             | 0             | 0                  | 0                  | 0                  | 13    | 1     | 0      |
| Monterrey · México ·         | Total         | Total         | 35    | 6     | 1      | 0             | 0             | 0             | 2                  | 1                  | 0                  | 37    | 7     | 1      |
| Santos Laguna · México ·     | 1ª            | 2023-24       | 29    | 2     | 3      | 0             | 0             | 0             | 2                  | 0                  | 0                  | 31    | 2     | 3      |
| Santos Laguna · México ·     | Total         | Total         | 29    | 2     | 3      | 0             | 0             | 0             | 2                  | 0                  | 0                  | 31    | 2     | 3      |
| Racing Club Argentina        | 1ª            | 2025          | 4     | 1     | 0      | 1             | 1             | 0             | 2                  | 0                  | 0                  | 7     | 2     | 0      |
| Racing Club Argentina        | Total         | Total         | 4     | 1     | 0      | 1             | 1             | 0             | 2                  | 0                  | 0                  | 7     | 2     | 0      |
| Total carrera                | Total carrera | Total carrera | 272   | 51    | 13     | 22            | 7             | 0             | 24                 | 7                  | 2                  | 318   | 65    | 15     |

## Palmarés

### Títulos nacionales
| Título              | Club            | País     | Año  |
| ------------------- | --------------- | -------- | ---- |
| Categoría Primera A | América de Cali | Colombia | 2019 |
| Categoría Primera A | América de Cali | Colombia | 2020 |

### Títulos internacionales
| Título                           | Club      | País              | Año  |
| -------------------------------- | --------- | ----------------- | ---- |
| Liga de Campeones de la Concacaf | Monterrey | América del Norte | 2021 |

### Distinciones individuales
| Distinción                           | Año  |
| ------------------------------------ | ---- |
| Once ideal del Campeonato Colombiano | 2020 |